# Diphthongierung
Eine Diphthongierung ist ein Lautwandel, der aus einem einfachen Vokal (einem Monophthong) eine Folge von zwei Vokalen (einen Diphthong) werden lässt. Der umgekehrte Lautwandel heißt Monophthongierung. Die Diphthongierung ist ein Lautwandel, der nur Vokale betrifft.

## Diphthongierung im Deutschen
Eine Diphthongierung im frühen Althochdeutschen ging vor allem vom Altfränkischen aus. Dabei hat sich der Langvokal ō zu ua oder uo und der Langvokal ē zu ia oder ie entwickelt. Die entstandenen Zwielaute wurden erst in frühneuhochdeutscher Zeit wieder monophthongiert zu langem ū und langem ī. Der einstige Diphthong ie spiegelt sich noch heute in der Schreibung ie. In den oberdeutschen Dialekten sind die Diphthonge allerdings bis heute erhalten; vergleiche oberdeutsch Buech [buəχ], müed [myəd], lieb [liəb] gegenüber standarddeutsch Buch [buːx], müde [ˈmyːdə], lieb [liːb].
Für das heutige Deutsch ist vor allem die sogenannte neuhochdeutsche Diphthongierung wichtig. Darunter versteht man die Entwicklung der Langvokale î, û und iu (gesprochen: ü [y]) zu ei, au und eu/äu (Merkworte: mîn niuweȥ hûs zu mein neues Haus). Die neuhochdeutsche Diphthongierung ging ab dem 12. Jahrhundert vom Südosten des deutschen Sprachraums (heutiges Kärnten, Steiermark) aus und verbreitete sich in den folgenden Jahrhunderten nordwärts in den mitteldeutschen Sprachraum. Von dort machten sich die Veränderungen auch in der entstehenden neuhochdeutschen Standardsprache geltend. Die niederdeutschen Dialekte im Norden, die ripuarischen im Westen und die alemannischen im Südwesten des deutschen Sprachraums (ohne Schwäbisch) übernahmen diese Veränderungen nicht und verharren diesbezüglich in älterem Sprachzustand; vergleiche 
niederdeutsch, ripuarisch und alemannisch Is, Iis (Ys) [iːs], Für, Füür [fyːɐ̯ fyːr], Hus, Huus [huːs] gegenüber standarddeutsch Eis [aɪ̯s], Feuer [ˈfɔɪ̯ɐ], Haus [haʊ̯s]. Allerdings kennen insbesondere die nieder-, mittel- und hochalemannischen Dialekte im Gegensatz zum Höchstalemannischen Diphthongierung im Auslaut und im Hiat (z. B. hochalemannisch frei [freɪ] „frei“, schneie [ʃneɪə] „schneien“, Bou [boʊ] „Bau“, boue [boʊə] „bauen“, nöi [nøɪ] „neu“ vs. höchstalem. frii (fry) [friː], schniie (schnye) [ʃniːə], Buu [buː], buue [buːə], nüü [nyː]).
Die neuhochdeutsche Diphthongierung hat nichts mit der sogenannten hochdeutschen Lautverschiebung zu tun, die deutlich früher stattfand und ausschließlich Konsonanten betraf.

## Diphthongierung in anderen Sprachen
Das Phänomen der Diphthongierung findet man auch in der Geschichte vieler anderer Sprachen, so in der frühneuenglischen Vokalverschiebung und im Tschechischen, wo zum Beispiel u:  zu ou wurde. Auch bestimmte polnische Dialekte sind durch eine starke Diphthongierung gekennzeichnet, insbesondere das Podhalisch.
Auch für romanische Sprachen, namentlich das Italienische und Spanische, ist die Diphthongierung charakteristisch. Im Italienischen betrifft sie Laute, die im Lateinischen kurz intoniert und in offener Tonsilbe waren: natare → nuotare, pede → piede. Im Spanischen wurden auch geschlossene Tonsilben diphthongiert (lat. tempus, it. tempo, sp. tiempo). Im Neapolitanischen tritt Diphthongierung auch im Rahmen der Metaphonie („Umlaut“) auf, z. B. pòrto → portə ‚ich trage‘, aber pòrti → puórtə ‚du trägst‘.